# オベチェ
オベチェあるいはオベチュ（obeche; 学名: Triplochiton scleroxylon）とは、アオイ科（旧アオギリ科）の落葉高木の一種である。西アフリカの主にギニアからカメルーンにかけて自生し（参照: #分布）、西アフリカで産出する材木の半分を占める。特徴の一つはカエデのような形状の葉であり（参照: #特徴、#オベチェ属）、また材木は白っぽい色合いで加工が容易であり、内装や家具、彫刻などの用途がある（参照: #利用）。ガーナでは伝統的な紋様（アディンクラ・シンボル）の一つに本種の種子にちなむものが見られるが、この紋様はガーナ以外の場所でも使用されている（あるいはそう推定される）例が複数見られる（参照: #民俗・ポップカルチャー）。
オベチェというのはナイジェリアのエド語に由来する呼称であるが、本来のエド語の発音では [óʋɛxɛ̀] といい、「オヴェヘ」に近い発音である（参照: #諸言語における呼称）。カメルーン周辺での呼称からアユース（ayous）やコートジボワール等での呼称からサンバ（samba）とも呼ぶ（参照: #諸言語における呼称）。日本においてはアユースの名で取引されていることが多い。アフリカスオウと訳された例も存在する。
木材としては軟らかい部類であるが、それにもかかわらずギリシア語で〈硬い材〉を意味する種小名 scleroxylon がつけられている。

## 分布
ギニア、シエラレオネ、リベリア、コートジボワール、ガーナ、トーゴ、ベナン、ナイジェリア、カメルーン、赤道ギニア、ガボン、中央アフリカ共和国、コンゴ共和国、コンゴ民主共和国に分布する。

## 生態
サバンナや古い二次林に見られ、半落葉林の第一級高木である。ガーナでは落葉林で極めてよく見られる一方、湿潤地域では極めてまれであり、二次林で急速に生長する。

## 特徴
胸高直径1-1.5メートルの大径木で、樹冠は小さく密である。落葉性、樹幹はまっすぐで高さ65メートル以下、老木になると縦溝が見られるようになる。樹皮は灰色から橙褐色、鱗状になる。樹皮と材との間から明褐色でゼラチン状の樹液がしみ出し、青く変わる。板根は高い。
葉は掌状裂の単葉で互生、広卵形から3角形、葉の1/3程度まで切れ込みがあり、裂片は5-7。葉柄は長い。
花は短い円錐花序（落葉期に集散花序）で多少とも皿状で白色、花弁の基部は赤紫色である。芳香がある。
果実は1つづつの水平翼のある5分果である。

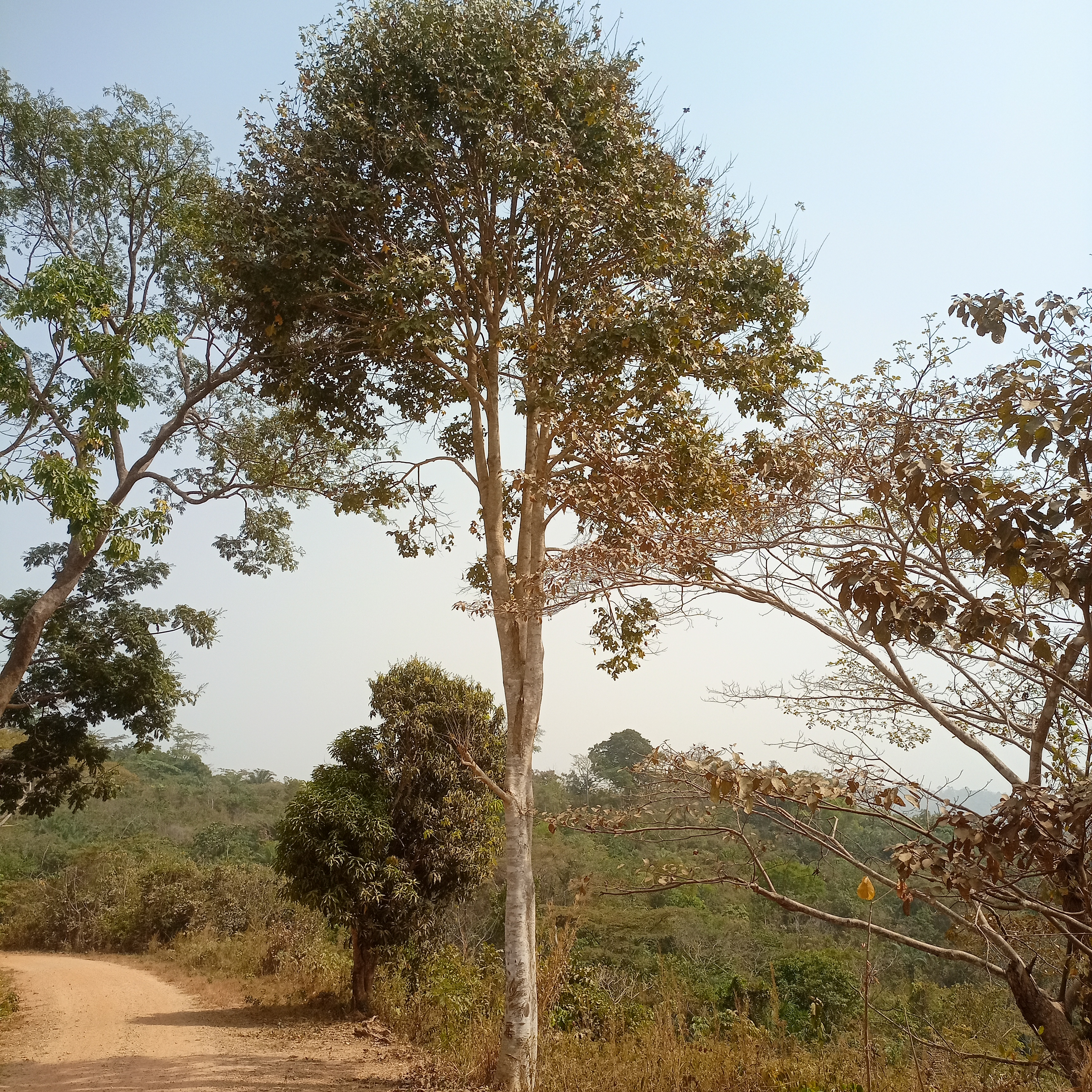
オベチェの木（撮影地: トーゴ）
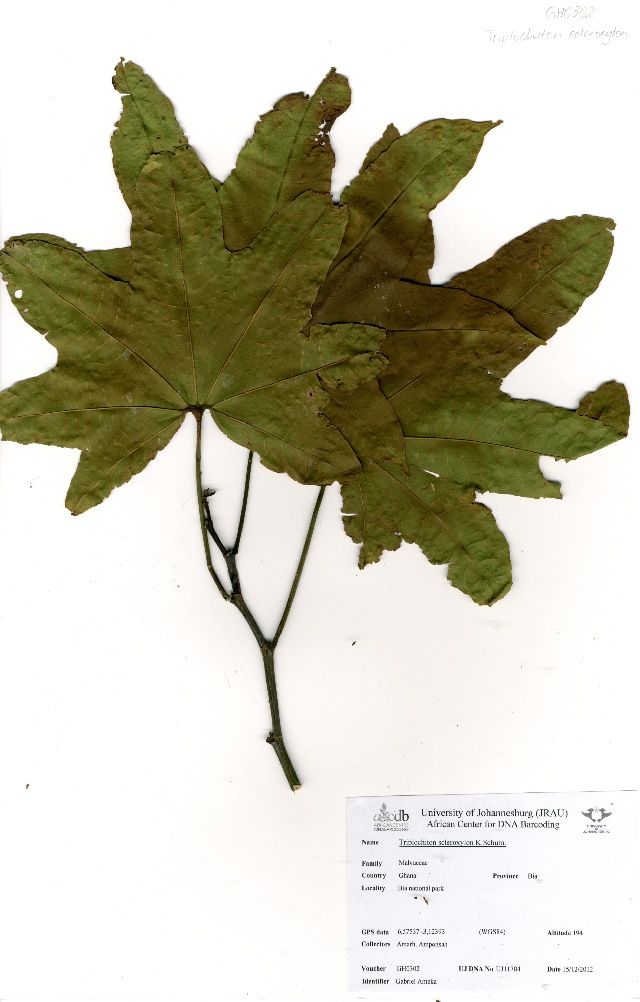
ガーナのビア国立公園（英語版）（Bia National Park）で採取されたオベチェの標本。カエデのような形の7裂以下の葉が特徴の一つ。

## 利用
オベチェからは木材が得られる。外観は辺材も心材もほぼ区別がなく淡黄白色から淡黄色で木肌は非常に粗く、直通な材であるが柾目で軽い交錯木理をなし、細かい斑が出て光沢を見せる。

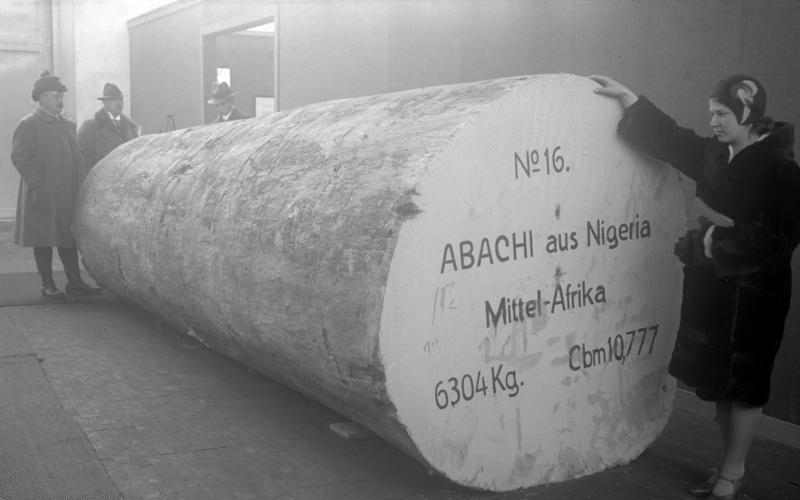
ベルリンで見世物にされたナイジェリア産オベチェ材（1932年1月）

材質は軽軟で収縮も小さく、湿度変化にも変動が少ない。気乾比重は0.32-0.49、乾燥は非常に早く容易で、裂けや既存のひびの拡大もないが若干ねじれが生じることがあり、また湿度の高い環境下で鉄化合物と接触すると青色染色を起こしてしまう。柔らかいが目が詰まっているために繊維が壊れにくく、木口がボロボロにならない。曲げ強さ、圧縮強さは低く、剛性、耐衝撃性も極めて低いが、軽軟な材のわりにはしなやかな方である。蒸し曲げに対する適性は中庸から低度である。加工時に細かい木粉が舞い上がって喘息症状を起こす恐れがあるためマスクを着用するなどして作業に臨むことが強く推奨される。しかし加工はしやすく個体差も感じられないため建築材に向いている。手道具でも機械でも加工は容易であり、ロクロを使用する場合はサクサク削れる。刃先を鈍磨させる性質もわずかしかなく、切削の際には刃先を鋭く研摩したものを浅い角度で用いることが推奨される。接着も塗装も良好で、釘打ちも容易であるが釘着性は低い。辺材はヒラタキクイムシの害を受けやすいが透水性があり、保存薬剤を吸収してくれる。一方、心材は腐朽しやすく保存薬剤による処理も困難である。
耐久性も強度も重要でない場所で、白木家具、造作、内装横木、引き出しの桟木や裏板、キャビネットの骨組み、内装建具、モールディング、オルガン用スライダーレス共鳴板、模型製作に用いられ、さらに青色染色を起こしてしまったオベチェ材も象嵌職人に愛好されている。彫刻にも適しており、長尺ものなど大きな板材を得ることが可能である。ロータリーカットされて積層材の芯材や合板の裏板に、また縞模様の美しいものはスライスカットされて化粧単板にされる。ほかに箱材や額縁にも用いられる。ポプラ材の代用となる。

## 民俗・ポップカルチャー

### ことわざ
ナイジェリアのヨルバ語でオベチェは arère と呼ばれ、以下のようなオベチェが登場することわざが存在する。
- Àràbà tún ara mú, odò ńgbé Arère.

これは文字通りには「川がオベチェを流してしまったらカポック（別名: パンヤノキ）は帯を締めるはずだ」と訳されるが、この西アフリカ産の立派な2種の木が用いられたことわざの含意は、用心するために状況の変化を評価し直し続けることの必要性を説いたものである。つまり、自分の仲間に起こった良いことあるいは悪いことは自分自身にもそのうち起こり得るので身構えておくべきということである。

### ワワ・アバ
ガーナの現地語の一つであるアカン語でオベチェはワワ（wawa）と呼ばれるが、喪服などに用いられる布アディンクラ（adinkra）の柄（アディンクラ・シンボル）の一つにワワ・アバ（アカン語: wawa aba）というものがある。ワワ・アバとは文字通りには〈ワワの種〉を意味するが本種の種子は非常に硬く、このシンボルは〈頑丈さ〉、〈忍耐〉を表す（Willis (1998:196–7)）。このシンボルはジャマイカの首都キングストンのエマンシペーション・パーク（英: Emancipation Park、〈解放公園〉）の一角にも装飾として用いられている。また、マーベルシリーズにおいて架空のアフリカの国・ワカンダ王国の王女という設定のキャラクターシュリが、映画『ブラックパンサー』においてワワ・アバと見られる紋様入りのシャツを着用して登場するシーンが存在するが、この紋様について衣裳デザイナーのルース・カーターは、「このアディンクラ・シンボルは〈目的〉を意味し」、「シュリは確かにワカンダ王国においてある目的を持っています」と説明している。
なお、ワワ・アバの名称はガーナで開催されたサッカー大会・アフリカネイションズカップ2008の公式試合球の名にも用いられている (de:wawa aba) 。

## 諸言語における呼称
アフリカの現地語には複数の言語名を持つものもある。Lewis et al. (2015) も参照。
- 英語: African whitewood, African maple[5]
- 中国語: 非洲梧桐[23] - 文字通りには〈アフリカのアオギリ〉を意味する。
- ドイツ語: Abachi[12]（アバキ）

ガーナ:
- アカン語: ɔwawa[14][24], wawa[18];〔ファンテ方言〕owowa[14]
- エウェ語: wawa[14]
- ガ語: wawa[14]
- セフウィ語（Sehwi, Sefwi; 別名: Ɛsa）: patabo(ɛ)[14]
- ダンメ語（Adangme, Dangme）:〔クロボ (Krobo) 方言〕OTRATΣO, wawa[14]
- 言語名不明: pataboa[5]

ガーナおよびコートジボワール:
- アニ語（Anyin, Anyi, Agni）: patabo(ɛ)[14], pataboué[25], kpataboué[26], wawa[14]
- クランゴ語（Kulango）:〔ボンドゥクの〕samba[26][25], sama, sérama, sankamba[26]
- ンゼマ語（Nzema; 別名: Appolo, Apollonien）: wawa[26][14], wana[26]

カメルーン:
- バカ語（Baka）: gbado（バド）[27]
- 言語名不明: ayous[5]

コートジボワール:
- アチェ語（Attié）: kofa[26][25]
- アベイ語（Abbey; 別名: Abé）: ofa, ouofa[26][25]
- ウォベ語（Ouobé, Wobé; 別名: Wè Northern）: goouodouo[26][25], guhué[26]
- グロ語（Gouro, Guro）: dué[26]
- ゲレ語（Guéré）:〔トゥレプル Toulépleu で話される西部方言〕ouo;〔ギグロやタイ Taï で話される南部方言〕ouo-oué[25]
- バウレ語（Baoulé）: patabo(ɛ)[14], pataboué[25], kpataboué[26]
- バクウェ語（Bakwé）: sogplou[26]
- ベテ語（Bété）: dô, gribehi, grigbé, wotu;〔スブレ方言〕gribé[26]

コートジボワールおよびギニア、リベリア:
- ダン語（Dan; 別名: Yacouba, Yakuba）: dodi, douodié[26], lôli[25]

コンゴ民主共和国（旧ザイール）:
- 言語名不明: ayous[5]

中央アフリカ:
- 言語名不明: bado, ayus[5]

ナイジェリア:
- イェケエ語（Yekhee; 別名: エツァコ語 Etsako, Afenmai）: askikga[28]
- イジョ語: dihitin[28]
- イツェキリ語（Itsekiri）: egin-fifen[28]
- イボ語: okpobo[28]
- ウロボ語（Urhobo）: ewowo[28]
- エゲネ語（Egene; 別名: Engenni）: uvori[28]
- エド語: ovbẹkhẹ（[óʋɛxɛ̀]; カナ転写: オヴェヘ）[29], obeche[28] - Hide (1943:170) によると、ovbekhe という綴りよりも obeche の方がより一般的であるが、これは恐らく誤って綴られたものである。
- ヨルバ語: arère[30]（カナ転写: アレレ）

リベリアおよびギニア:
- マノ語（Mano, Manon）: zogolo[25]

リベリアおよびコートジボワール:
- ウビ語（Oubi, Glio-Ubi）: pôtou[25]

## オベチェ属
オベチェ属（Triplochiton）は World Flora Online や Hassler (2019) によれば2種が認められているが、よく知られているものはオベチェのみである。もう一方の種は Triplochiton zambesiacus Milne-Redh. というもので、ザンビア南部およびジンバブエに分布する。
葉の形はヨーロッパや北アメリカのカエデやシカモアのものに似て掌状に裂け、果実には翼が見られる。
属名 Triplochiton はギリシア語で〈3つの覆い〉を意味し、花の形にちなむものである。
日本を含む中新世の北半球に広く分布していた葉化石ウリノキモドキ Byttneriophyllum tiliifolium との類縁が示唆されている。